# Джеймс (річка)

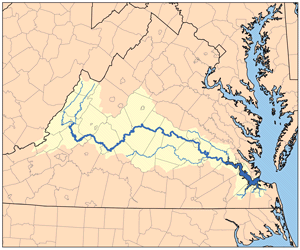
Карта річки Джеймс

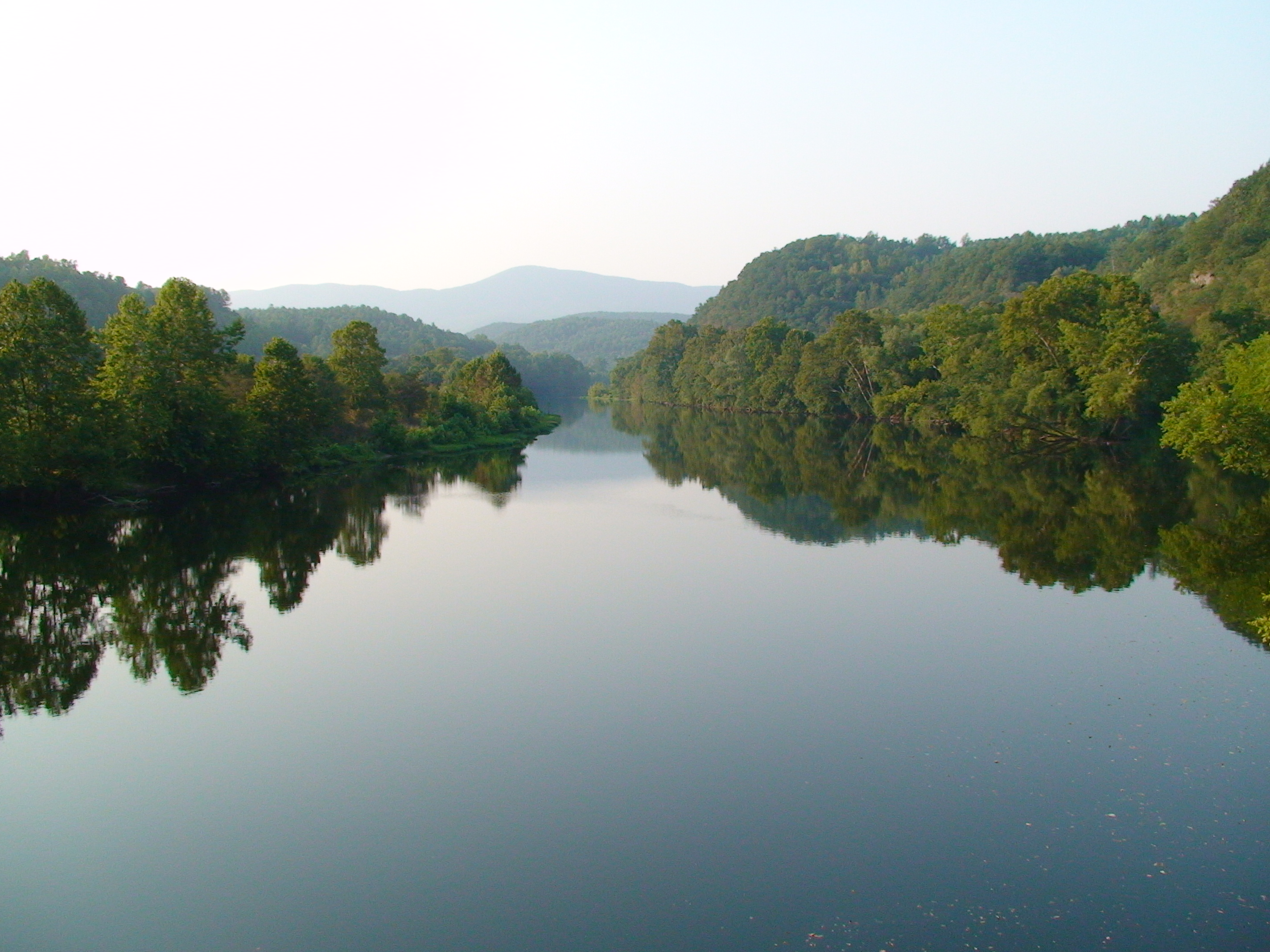
Краєвид на річці Джеймс

Джеймс, Паухетан — річка у штаті Вірджинія, що починається в горах Аппалачі і впадає за 560 кілометрів до Чесапікської затоки. Довжина річки сягає 715 кілометрів, якщо включити річку Джексон, довшу з двох приток, які її утворюють. Це найдовша річка у штаті Вірджинія і 12-та найдовша річка в Сполучених Штатах. Вона повністю перебуває в межах одного штату. Джеймстаун і Вільямсбург, перші колоніальні столиці Вірджинії, і Ричмонд, нинішня столиця Вірджинії, лежать на ріці Джеймс.